# 男なら振りむくな
『男なら振りむくな』（おとこならふりむくな）は、1967年に松竹で製作された、野村芳太郎 監督作品。原作は石原慎太郎の『人魚と野郎』。主演は橋幸夫、オートレースを扱った青春映画である。

## キャスト
- 橋幸夫 : 片倉譲介
- 加賀まりこ : 島野杏子
- 田村正和 : 大貫三次
- 小沢昭一
- 左時枝
- 穂積隆信
- ミッキー安川 : 水上英彦
- 永井秀明 : 藤岡高之
- 青山宏 : 矢
- 渥美清 : 山角のおやじ

## 同時上映
- 『花の宴』